# Catalan Open
O Catalan Open foi um torneio masculino de golfe no circuito europeu da PGA, que se realizou anualmente entre os anos de 1989 e 1996, exceto o ano de 1990, em vários campos de golfe na Catalunha, Espanha. O torneio teve diversas denominações devido à patrocínios ou preferência de idioma. A edição de 1991 foi vencida pelo futuro bicampeão espanhol do Maters José María Olazábal.

## Campeões
| Ano                        | Campeão             | País              | Local                | Pontuação         | Par               | Margem de vitória | Vice-campeão(ões)                                      |
| Catalan Open               | Catalan Open        | Catalan Open      | Catalan Open         | Catalan Open      | Catalan Open      | Catalan Open      | Catalan Open                                           |
| -------------------------- | ------------------- | ----------------- | -------------------- | ----------------- | ----------------- | ----------------- | ------------------------------------------------------ |
| 1996                       | Paul Lawrie         | Escócia           | Bonmont              | 135*              | −9                | 1 tacada          | Fernando Roca                                          |
| Open Catalonia             |                     |                   |                      |                   |                   |                   |                                                        |
| 1995                       | Philip Walton       | Irlanda           | Peralada             | 281               | −7                | 3 tacadas         | Andrew Coltart                                         |
| Heineken Open Catalonia    |                     |                   |                      |                   |                   |                   |                                                        |
| 1994                       | José Cóceres        | Argentina         | Pals                 | 275               | −13               | 3 tacadas         | Jean Louis Guepy                                       |
| Heineken Open              |                     |                   |                      |                   |                   |                   |                                                        |
| 1993                       | Sam Torrance        | Escócia           | Osona Montanya       | 201^              | −15               | 3 tacadas         | Jay Townsend                                           |
| Catalan Open               |                     |                   |                      |                   |                   |                   |                                                        |
| 1992                       | José Rivero         | Espanha           | Mas Nou              | 280               | −8                | 1 tacada          | José María Cañizares Johan Ryström Haydn Selby-Green   |
| Open Catalonia             |                     |                   |                      |                   |                   |                   |                                                        |
| 1991                       | José María Olazábal | Espanha           | Bonmont Terres Noves | 271               | −17               | 6 tacadas         | David Feherty                                          |
| 1990                       | Não houve torneio   | Não houve torneio | Não houve torneio    | Não houve torneio | Não houve torneio | Não houve torneio | Não houve torneio                                      |
| Massimo Dutti Catalan Open |                     |                   |                      |                   |                   |                   |                                                        |
| 1989                       | Mark Roe            | Inglaterra        | Pals                 | 279               | −13               | 1 tacada          | Gordon Brand Jnr Colin Montgomerie José María Olazábal |

*Torneio reduzido para 36 buracos por causa do mau tempo

^Torneio reduzido para 54 buracos